# Sarabit al-Khadim
Sarabit al-Khadim és un lloc del Sinaí al nord de l'actual Al-Tor, prop de la costa del sud-oest, a uns 15 km al sud de Maghara, on hi va haver una explotació minera dels antics egipcis i s'hi va bastir un temple.
Les mines de turqueses foren descobertes vers el 3500 aC. El material extret es portava pel Wadi Matala fins a un petit port a la costa (Al-Markha, al sud de Abu Zenima) i en vaixells vers Egipte. Els miners eren pobles protocanaanites.
Del temple només en resten ruïnes. Fou investigat per Petrie el 1905 que hi va trobar una mostra de l'escriptura protosinaítica, precursora de l'alfabet. Fou construït per Amenemhet III. Tenia una capella dedicada a Hathor. Una part del temple fou ampliat per la reina Hatshepsut i una capella es va fer al nord per al culte dels faraons, i una dedicada a la deessa del desert oriental, Sopdu.